# Gorky González Quiñones
Gorky González Quiñones, né le 27 septembre 1939 à Morelia, dans l'état de Michoacán et décédé le 15 janvier 2017 à Guanajuato, dans l'état de Guanajuato, était un potier mexicain qui a remporté le Premio Nacional de Ciencias y Artes pour ses efforts de relance de la poterie mexicaine de majolique. Il a commencé dans les arts en suivant son père, le sculpteur Rodolfo González. Bien qu'il ait travaillé et étudié la céramique au Mexique et au Japon, il n'a pas travaillé avec la majolique jusqu'à ce qu'il reçoive deux pièces dans le cadre de son activité d'antiquaire. La technique avait presque disparu dans sa région et González Quiñones a appris à les fabriquer. Son atelier se trouvait à Guanajuato, avec une clientèle au Mexique et aux États-Unis.

## Biographie
González Quiñones est né à Morelia, dans l'état de Michoacán, c'est le fils du sculpteur Rodolfo González. Son intérêt pour l'art a commencé jeune, apprenant de son père comment faire des objets décoratifs et artistiques avec les méthodes de moulage à cire perdue ainsi que la sculpture dans divers matériaux, y compris l'argile,.
En 1962, il se rend à San Miguel de Allende pour étudier à l'Instituto Allende et aux Escuelas de Artes (écoles d'arts), où il apprend le moulage artistique. C'est là qu'il a fondé un atelier de terre cuite, reproduisant les dessins de Gene Byron, un artiste canadien au Mexique,.
Il s'est fait une réputation pour son travail de céramiste et, en même temps, il a rencontré au Mexique un jeune étudiant japonais en échange, Hisato Murayama, qui lui a prêté des livres sur les arts japonais. Cela a finalement conduit à une bourse de deux ans pour étudier la céramique au Japon, d'abord la poterie Shigaraki-yaki sous la direction de Tsuji Seimei à Tokyo, puis à Bizen, Okayama, pour étudier la céramique avec Kei Fujiwara,.
Pendant son séjour au Japon, il a rencontré son épouse Tashiko Ono, avec qui il a eu deux fils : son cadet, Gorky González Ono, a pris en charge l'exploitation quotidienne de son atelier,.
González Quiñones est décédé le 15 janvier 2017, à l'âge de 77 ans.

## Carrière
De retour du Japon, il a ouvert un magasin d'antiquités où il a reçu deux pots de majolique anciens. Il a interrogé son père à leur sujet, puis a commencé à enquêter sur les marchandises émaillées, qui ont été introduites au Mexique par les Espagnols. La forme d'art étant presque éteinte, González Quiñones a décidé de travailler pour la raviver,.
González Quiñones a ensuite créé un atelier de majolique près de chez lui, dans la ville de Guanajuato,. Le studio jouit d'une clientèle qui s'étend dans tout le Mexique et dans diverses régions des États-Unis, principalement de petites galeries de cadeaux, ainsi que le FONART et le Museo de Arte Popular. Aujourd'hui, l'un de ses fils dirige l'entreprise et, en tant que diplômé de l'Institut de technologie et d'études supérieures de Monterrey, a travaillé à la modernisation de la fabrication et de la commercialisation des céramiques.
Le travail de González Quiñones a été exposé au Mexique et à l'étranger. Il expose à New York en 1966, à Tokyo en 1967, à Exposition universelle de 1967 à Montréal au Canada en 1968, au New World Ceramic Festival en Italie en 1990 et au Musée Franz Mayer (en) en 2002.
Au cours de sa carrière, il a reçu de nombreux prix pour son travail, les deux plus remarquables étant le Premio Nacional de Ciencias y Artes en 1991, décerné pour le renouveau de la poterie mexicaine en majolique et le Premio Fomento Cultural Banamex en 1996,.
Les autres honneurs de González Quiñones inclus ; première place à la Feria del Hogar de Mexico (Foire de l'habitat de Mexico) en 1964, exposition permanente de ses œuvres au Museo de Arte Popular de FONART en 1970, première place au Concurso Nacional de Arte Popular (Concours national d'art populaire) à Aguascalientes en 1975, deuxième place au Concurso Nacional de Artesanías (Concours national de l'artisanat) à Irapuato en 1976, Prix International Tourisme et Services Hôteliers en 1977, Premio Pantaleón Panduro de l'État de Jalisco en 1988, une reconnaissance du gouvernement de l'État de Guanajuato en 1992, du Premio Miguel Hidalgo de l'État de Guanajuato en 1993, du Trophée El Pípila (en) du Club de Leones de Marfil (club des lions d'ivoire) en 1994, Gran Salón de Grandes Maestros del Arte Popular Mexicano (Grand salon des grands maîtres de l'art populaire mexicain) en 1996, Premio 150 Grandes Maestros del Arte Popular Mexicano (Prix 150 Grands Maîtres de l'art populaire mexicain) également en 1996, Premio al Mérito de Comercialización (Prix d'excellence en marketing) attribué par la Concanaco y Servitur en 1998 et une reconnaissance du Secrétariat aux Affaires étrangères du Mexique en 1999.

## Art
González Quiñones a utilisé des matériaux traditionnels et a conservé la plupart des méthodes traditionnelles. Cependant, il a produit des dessins traditionnels et contemporains, avec de l'argile provenant de la Sierra de Santa Rosa voisine. L'artiste utilise à la fois des moules et des plateaux tournants, 95% de ses pièces rondes ayant été réalisées sur ces derniers. Ses couleurs et ses dessins étaient relativement conservateurs, utilisant des peintures minérales telles que l'oxyde de cuivre pour le vert, l'antimoine pour le jaune et le cobalt pour le bleu, toutes préparées localement,.
Il utilisait des fours faits de blocs de cendres résistants à la chaleur, qui contenaient du bois, du gaz et d'autres matériaux pour le combustible. les pièces sont cuites deux fois avec le second pour fixer l'émaillage.